# Peperomia galapagensis
Peperomia galapagensis är en pepparväxtart som beskrevs av Joseph Dalton Hooker och Friedrich Anton Wilhelm Miquel. Peperomia galapagensis ingår i släktet peperomior, och familjen pepparväxter. Inga underarter finns listade i Catalogue of Life.